# AS-104

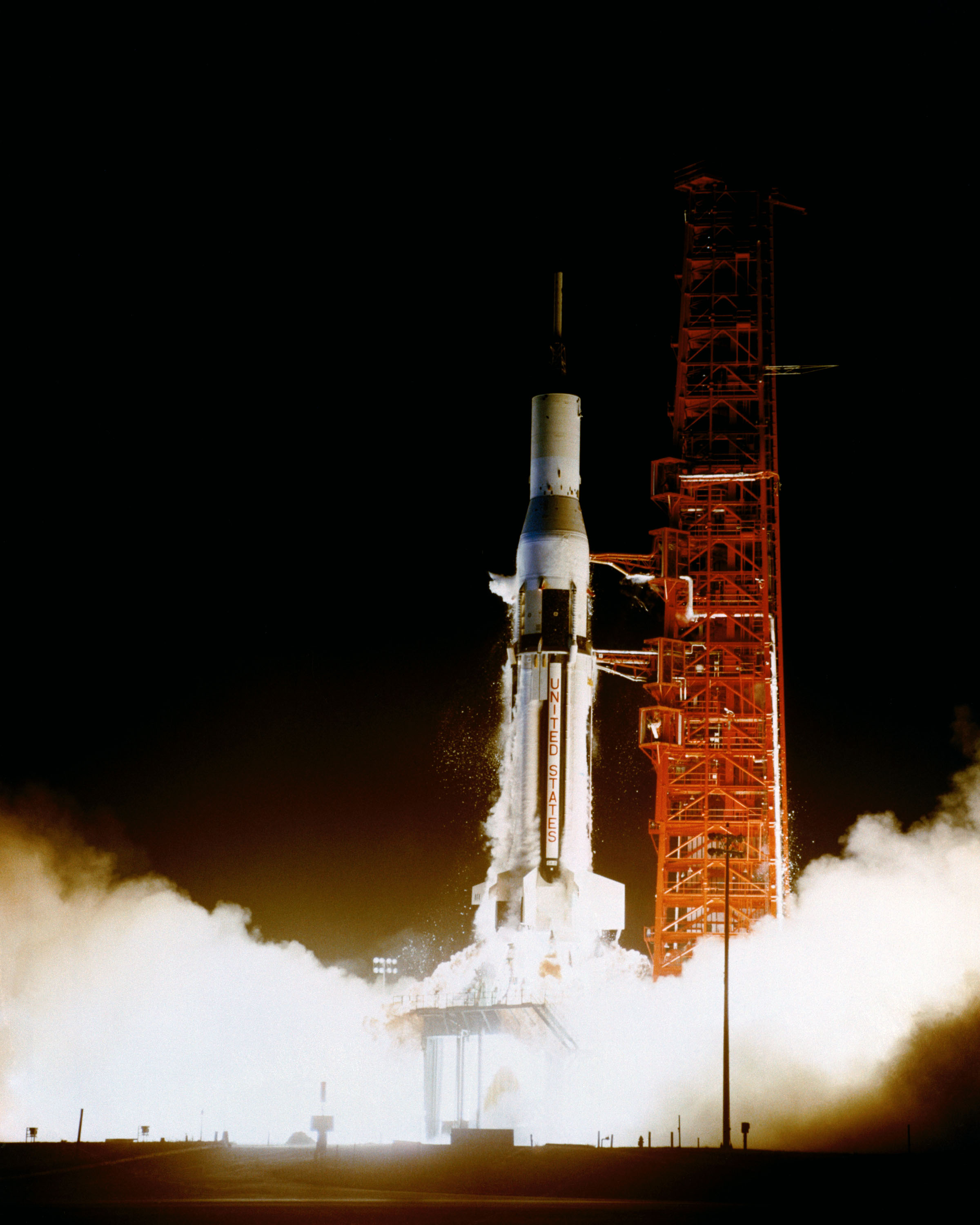
A-104의 발사

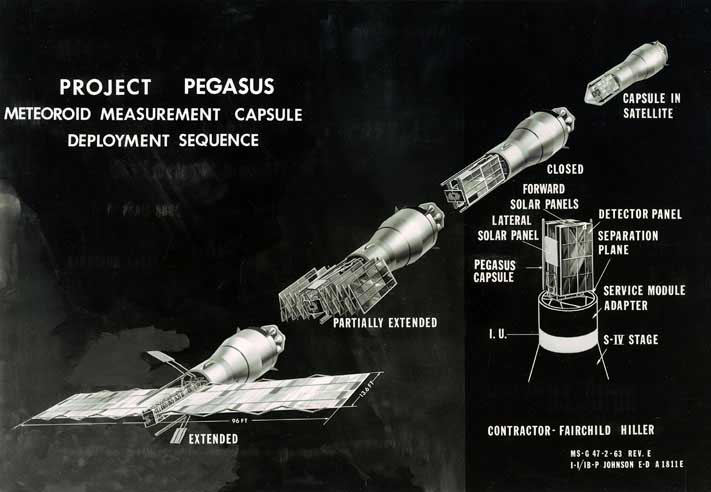
페가수스 위성의 개념도(NASA)

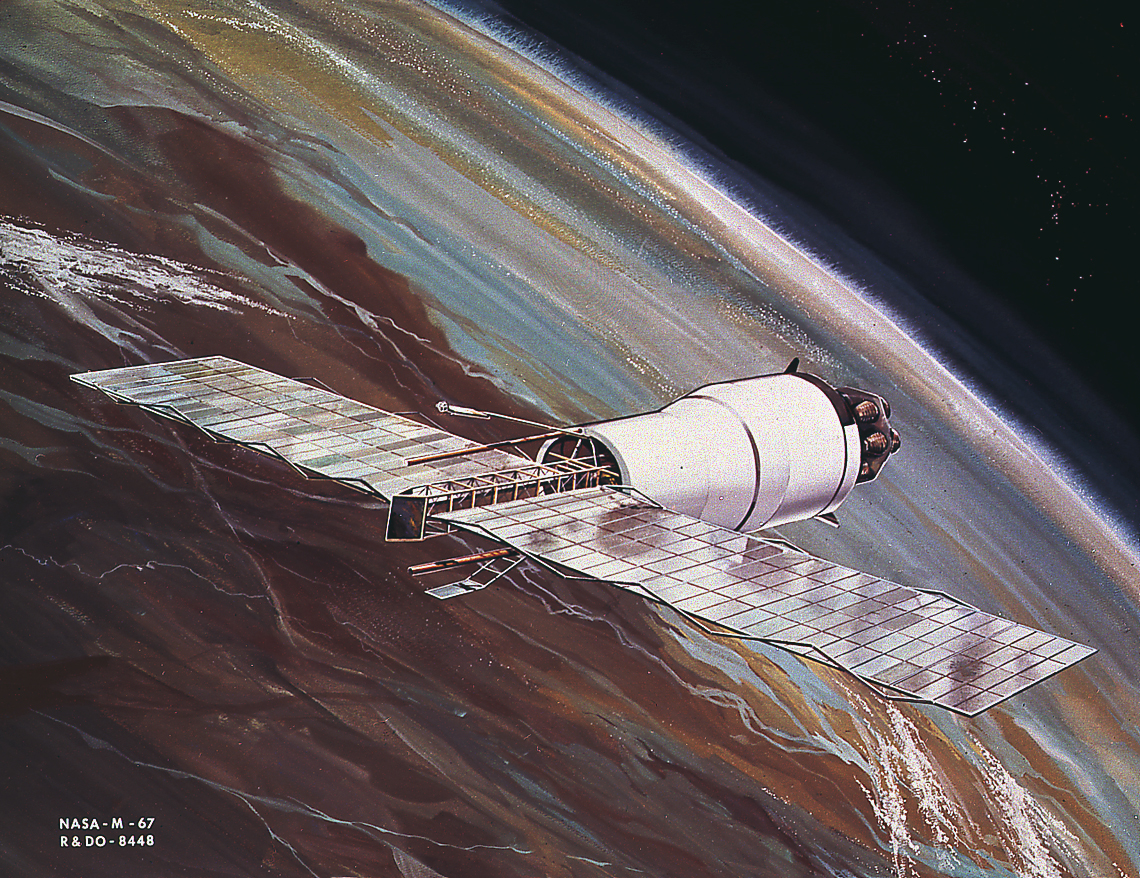
페가수스 위성(NASA)

A-104는 미국의 아폴로 계획에 의해 9번째로 행해진 새턴 I 로켓의 발사 실험이다. 또 아폴로 우주선의 테스트를 하는 것은 4번째, 과학적 탐사의 목적으로 사용되는 것은 전회의 A-103에 이어 2번째가 된다.

## 목적
A-104의 기본적인 목적은,
(1) 지구 저궤도에 있어서의 우주의 미소 물질의 조사와 채집
(2) 각 시스템이 정확하게 작동하는지의 확인
등이었다. 궤도는 전회의 A-103과 같았다. 로켓과 우주선도 구조적으로는 거의 같은 것으로, 전회와 비교해 변경된 것은 사령선에 자세 제어용의 소형 반동 로켓과 상승 중의 기체의 온도 변화 등을 계측하는 장치가 설치된 것이었다. 또 탑재된 페가수스 B(Pegasus B)는 중량이 1,397 kg 으로, 외부 치수는 전회의 페가수스 A와 같았다.

## 비행
A-104는 1965년 5월 25일 07:35:01 UTC에, 케이프 커내버럴의 LC-37B 발사대로부터 발사되었다. 새턴 I 로켓으로 야간에 발사를 하는 것은 이번이 최초였다(현지시간은 오전 2시 35분이었다). 10.6 분 후, 위성은 정상적으로 궤도에 올랐다. 우주선, 페가수스 B, 새턴 I 로켓의 제 2단 로켓 S-IV 등은 궤도에 올랐다. 총 중량은 15,473 kg 이었다.
페가수스 B는 1968년 8월 29일에 교신이 끊어질 때까지 데이터를 계속 송신했다. 대기권에 재돌입한 것은 14년 후인 1979년 11월 3일이었다.
계획 전체에 이렇다 할 만한 실패는 없고, 계획은 거의 성공적으로 끝났다.